# Kanwaljeet Anand
Pour les articles homonymes, voir Anand.
Kanwaljeet J. S. Anand, docteur en pédiatrie, anesthésiologie et en neurobiologie indien, est une figure majeure de la reconnaissance de la douleur chez l'enfant. Surnommé « Sunny », il a adopté ce nom d'usage[réf. nécessaire].

## Biographie
Après une formation médicale au Mahatma Gandhi Memorial Medical College de l'Université d'Indore ( Inde), il devient docteur en philosophie à l'université d'Oxford en tant que boursier Rhodes et il complète sa formation à l'aide d'une bourse de recherche post-doctorale en anesthésie pédiatrique et en « résidence pédiatrique »  à l’hôpital d'enfant de Boston  ainsi qu'en réanimation pédiatrique à l’hôpital général du Massachusetts .
Ces publications, dont une centrale en 1987, vont révolutionner le regard scientifique sur la douleur de l'enfant, en particulier aux plus jeunes âges (fœtus, nouveau-né, nourrisson), et de très nombreux témoignages de reconnaissance de la profession suivront jusqu'à la remise en 2009 de la plus haute récompense internationale dans le domaine de la pédiatrie, la médaille Nils Rosén von Rosenstein remise tous les 5 ans par la société suédoise de médecine.
- 1986, prix Michael Blacow de la British Paediatric Association pour ces recherches.
- 1989, subvention L. Von Meyer pour la recherche à l'Hôpital pour enfants de Boston.
- 1992, bourse de recherche de résident en pédiatrie de l'académie Américaine de pédiatrie (AAP).
- 1994, prix inaugural du jeune chercheur en pédiatrie (the inaugural Young Investigator Award in Pediatric) de l'Association international d'étude de la douleur IASP.
- 1995, Prix humanitaire Vlazny du Medical College of Wisconsin.
- 2000, Prix Jeffrey Lawson pour la défense des enfants de la société américaine sur la douleur (American Pain Society).
- 2002, Conférences commémoratives Lesley Cooper de l' Imperial College London.
- 2005, Conférencier honoraire Windermere au Royal College of Paediatrics and Child Health (U.K.),
- 2005, Professorat à University of California at Los Angeles (UCLA) (the John S. Liebeskind Visiting Professorship)
- 2005  titre honorifique de conférencier émérite Gregory Mark Taubin de l'école universitaire médicale (George Washington University School of Medicine).
- 2006 professeur invité, chaire Pfizer de médecine de la douleur à l'université d'Utah et à l'hôpital pour enfants[Note 5]
- 2006 Professeur au 12e rapport annuel à l'institut de technologie d'Israël à Haifa[Note 6].

## Publications
Il a intensément publié au sujet de la douleur et des analgésiques chez les nouveau-nés, et fut le rédacteur en chef du livre douleur chez les nouveau-nés et l'enfant ("Pain in Neonates & Infants" 3e édition).
- (en) KJS Anand, Hickey, « Pain and its effects in the human neonate and fetus. », The new Engl journal of medecine, no 317(21),‎ 1987, p. 1321-1329 (DOI 10.1213/01.ANE.0000048362.63828.8D, lire en ligne)
- (en) KJS Anand, WG Sippell et A. Aynsley-Green, « Randomized trial of fentanyl anaesthesia in preterm babies undergoing surgery: effects on stress response. », The Lancet, no (1?),‎ 1987, p. 62-66 (DOI 10.1016/S0140-6736(87)91907-6, lire en ligne)
- (en) KJS Anand et FM. Scalzo, « Can Adverse Neonatal Experiences Alter Brain Development and Subsequent Behavior? », Biology of the Neonate, no 77(2),‎ 2000, p. 69-82 (lire en ligne)
- (en) KJS Anand et al., « Summary Proceedings From the Neonatal Pain-Control Group. », Pediatrics, vol. 117, no 3,‎ 2006, S9-S22 (DOI 10.1542/peds.2005-0620C, lire en ligne)
- (en) K. J. S. Anand, Hugo Lagercrantz, Ermelinda Pelausa, Thomas E. Young et Rohitkumar Vasa, « Analgesia and Sedation in Preterm Neonates Who Require Ventilatory Support : Results From the NOPAIN Trial FREE », Archives of pediatrics & adolescent medicine, vol. 4, no 153,‎ avril 1999, p. 331-338 (DOI 10.1001/archpedi.153.4.331, lire en ligne)